# Juntos (República Checa)
Spolu (estilizado como SPOLU; en español, «Juntos») es una alianza política checa de centroderecha formada para las elecciones legislativas de 2021, que consta del Partido Democrático Cívico, Unión Cristiana y Demócrata-Partido Popular Checoslovaco y TOP 09, liderada por Petr Fiala.

## Historia
Tras las elecciones regionales de 2020, el Partido Cívico Democrático, Unión Cristiana y Demócrata-Partido Popular Checoslovaco y TOP 09 iniciaron negociaciones sobre una posible alianza electoral de centroderecha para las elecciones legislativas de 2021.
La dirección de ODS acordó formar una alianza con los demás partidos el 25 de octubre de 2020. Dos días después, los líderes del partido Petr Fiala, Marian Jurečka y Markéta Adamová firmaron un memorando y anunciaron que formarían un alianza electoral para las próximas elecciones legislativas, con el líder de ODS, Fiala, como candidato de la alianza a primer ministro. El 11 de noviembre de 2020, las partes acordaron que ODS nombraría a los líderes de las listas electorales en nueve regiones, KDU-ČSL en tres regiones y TOP 09 en dos regiones. La alianza era conocida por los medios de comunicación como la Coalición de las Tres, pero el 9 de diciembre de 2020 las partes anunciaron que se presentarán bajo el nombre de SPOLU (en español: Juntos). Presentaron su programa y campaña electoral el 9 de diciembre de 2020.

## Resultados
| Año  | Presidente | Votos     | Porcentaje      | Escaños | +/- | Posición   | Estatus  |
| ---- | ---------- | --------- | --------------- | ------- | --- | ---------- | -------- |
| 2021 | Petr Fiala | 1 493 701 | \| \| 27.8 % \| | 71/200  | 71  | 1.er lugar | Gobierno |
|      | 27.8 %     |           |                 |         |     |            |          |

### Elecciones europeas
| Año  | Votos           | Porcentaje | Escaños          | +/-  | Posición |            |
| ---- | --------------- | ---------- | ---------------- | ---- | -------- | ---------- |
| 2024 | Alexandr Vondra | 661 250    | \| \| 22.27 % \| | 6/21 | 2        | 2.er lugar |
|      | 22.27 %         |            |                  |      |          |            |